# Њу Меле (Мисури)
Њу Меле (енгл. New Melle) град је у америчкој савезној држави Мисури.

## Демографија
По попису из 2010. године број становника је 475, што је 351 (283,1%) становника више него 2000. године.
| Група             | 2000.       | 2010.       |
| Белци             | 122 (98,4%) | 456 (96,0%) |
| Афроамериканци    | 2 (1,6%)    | 3 (0,6%)    |
| Азијати           | 0 (0,0%)    | 4 (0,8%)    |
| Хиспаноамериканци | 0 (0,0%)    | 11 (2,3%)   |
| Укупно            | 124         | 475         |